# Mary Davis
Mary Davis (nacida Mary Rooney 6 de agosto de 1954 (70 años) Kinaffe) es una empresaria y política irlandesa, y activista por los derechos y la inclusión de niños y adultos con discapacidad intelectual.
Fue candidata a las elecciones a la presidencia de Irlanda En una serie de columnas de medios de comunicación y discursos, Davis expresó la forma que, como Presidenta de Irlanda, podría representarla en un escenario internacional, con la promoción y desarrollo de la comunidad, y apoyar los valores de justicia, igualdad y respeto. donde resultó última de los siete candidatos, con 2,7 % de los votos.

## Honores

### Doctorados honorarios
- en Leyes por la Universidad de Limerick,[8] Dublin City University, National University of Ireland.[9]

### Membresías
- Honoraria de la Facultad de Enfermería & Obstetricia del Royal College of Surgeons in Ireland.[10]

### Distinciones
- Personalidad del Año (2003),[11]
- Mujer del Año (2003),
- Marketer of the Year (2003),
- Mayo Person of the Year (2004),
- Galardón a la Mujer de nuestros tiempos – Social and Personal magazine (2003),
- Best of the Irish Award (2003),
- Business & Finance Person of the Month (julio de 2003),[12]
- Personalidad del Mes (junio de 2003) por el Irish Independent,
- Public Relations Institute of Ireland Honour Award (2007),[13]
- Public Relations Consultants Association 'Public Affairs Award for Ireland's Bid to host World Games' (1998),
- Lord Mayor of Dublin Millennium Award (1998),
- Irish Tatler - 100 mujeres más influyentes en Irlanda (1998),[14]
- Irish Security Award for 'Caring' (1986).[15]